# 摩訶菩提寺 (蒲甘)

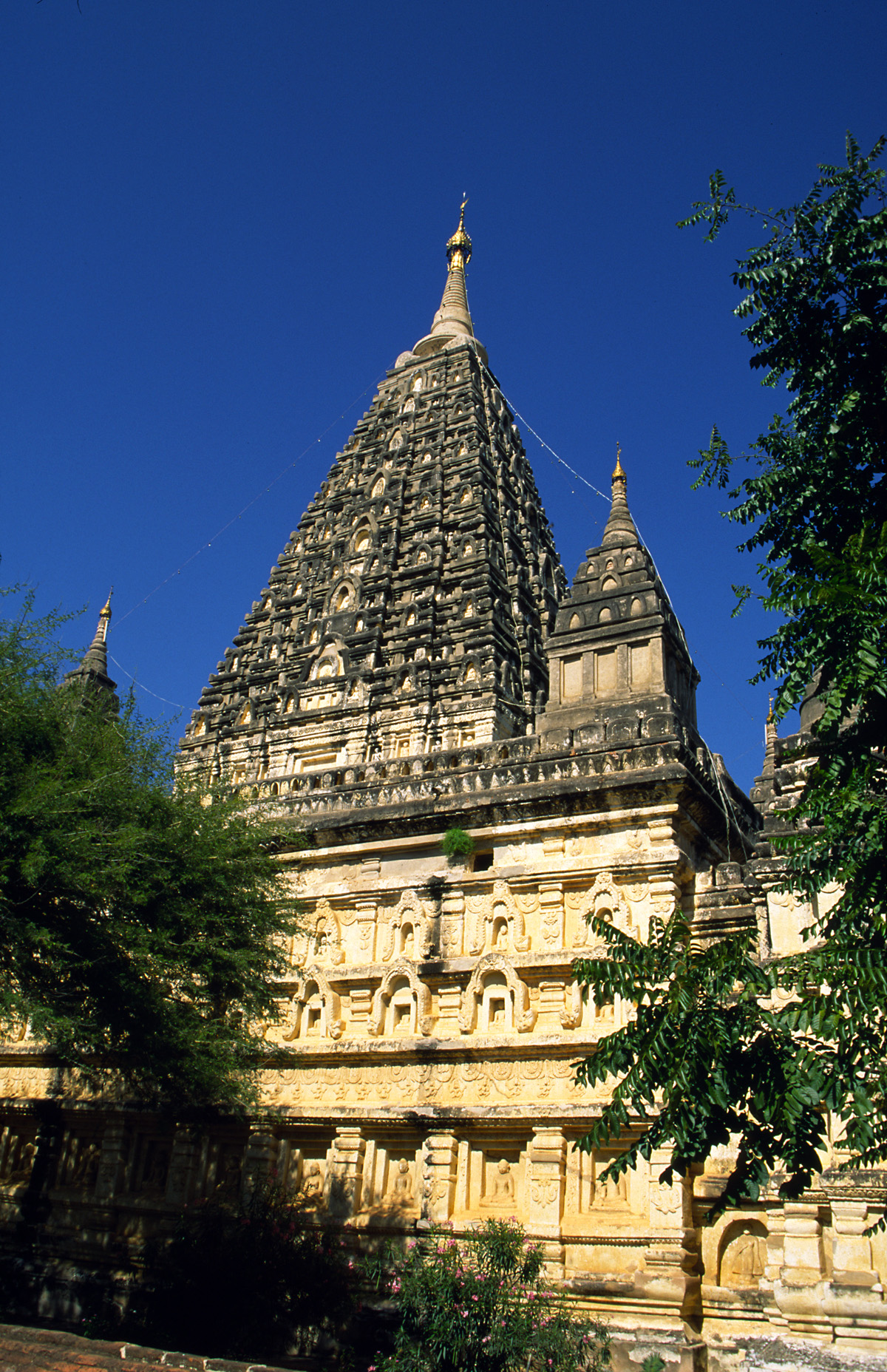
摩訶菩提寺

摩訶菩提寺，建於缅甸蒲甘，是十三世纪蒲甘王朝國王醯路彌路仿照印度比哈爾邦菩提伽耶原摩訶菩提寺興建的寺院。
該廟是笈多帝国時期的典型建築風格，包含了大量的佛塔與超過450佛像。該廟在1975年大地震中倖存下來，並在接下來的幾年中被修復。